# 마리아 요제파 폰 작센 (1731년)
마리아 요제파 폰 작센 공녀(독일어: Maria Josepha von Sachsen, 프랑스어: Marie-Josèphe de Saxe 마리조제프 드 삭스[*], 1731년 11월 4일 - 1767년 3월 13일)은 프랑스 루이 15세의 아들이자 황태자였던 도팽 루이 페르디낭의 두 번째 아내이다. 루이 페르디낭과의 사이에서 9남 4녀를 얻었으며, 이중 살아남은 세 아들은 각각 루이 16세, 루이 18세, 샤를 10세로 모두 프랑스의 국왕이 되었다.

## 생애
1731년 작센의 드레스덴 성에서 15명의 남매 중 8번째로 출생하였다. 아버지는 작센 선제후이자 폴란드 국왕인 아우구스트 3세이며, 어머니는 신성 로마 제국 황제 요제프 1세의 제1황녀였던 마리아 요제파이다.
1747년 2월 9일 15세 때 2살 연상의 프랑스 황태자인 도팽 루이 페르디낭과 혼인하였다. 당시 첫 번째 아내인 스페인의 마리아 테레사 라파엘라를 잃은 루이 페르디낭은 후계자를 낳을 두 번째 아내를 시급히 구할 필요가 있었는데, 사실 도팽의 아내로 처음 프랑스 왕실에서 고려한 인물은 죽은 마리아 테레사의 동생이자 역시 스페인의 왕녀인 마리아 안토니아(Maria Antonia)였다고 한다. 그러나 애첩 퐁파두르 후작 부인과 모리스 드 삭스의 설득을 받은 루이 15세는 작센 왕가와의 혼인 동맹이 정치적으로 프랑스에 더 이득일 것이라고 판단하게 되었고 곧 엘리노어, 마리아 루이사, 마리아 요제파 세 명의 작센 공녀 중 마리아 요제파를 새 며느리로 간택하였다. 이 혼인의 유일한 걸림돌은 마리아 요제파의 할아버지 아우구스트 2세가 루이 15세의 왕비 마리 레슈친스카의 친정 아버지이자 도팽 루이 페르디낭의 외할아버지가 되는 스타니스와프 레슈친스키를 폐위하고 폴란드 왕위에 올랐던 탓에 마리 레슈친스카가 혼인을 결사반대하였다는 점이었는데, 루이 15세는 이를 무시하였다. 또한 혼인의 배경에는 독일계의 왕녀들이 다산(多産)하는 경향이 있어 대를 이을 직계 남성 왕족이 많지 않았던 프랑스 왕실에 많은 후손을 낳아줄 것이라는 기대도 작용하였다고 한다.
혼인 후 적대적인 시어머니와 아직 첫 번째 아내를 잃은 슬픔에 빠져 있던 남편이라는 어려운 상황에도 불구하고 능란한 처신으로 이들의 마음을 사로잡았고, 혼인에 결정적인 힘을 쏟았던 퐁파두르 후작 부인과의 사이도 좋아 시아버지 루이 15세의 총애 또한 얻었다. 남편 도팽 루이 페르디낭과의 사이에서는 9남 4녀의 자녀를 낳았다. 그러나 루이 페르디낭이 1765년 사망하자 2년 뒤인 1767년 사망하였다.

## 일화
- 마리아 요제파의 시어머니였던 왕비 마리 레슈친스카는 원수의 손녀인 마리아 요제파를 한동안 곱지 않게 여겼다. 그러던 어느 날 마리아 요제파가 '소중하고 존경하는 분의 초상화가 들어 있다'라고 말하며 한 펜던트를 몹시 소중히 여기는 것을 보고 그 초상화의 인물이 누구인지 보기를 청하였는데 그 주인공은 마리 레슈친스카의 친정 아버지인 스타니슬라스 레슈친스키였다. 이에 매우 감동받은 마리 레슈친스카는 비로소 며느리를 달리 보게 되었다고 한다.
- 첫 번째 아내 마리아 테레사를 잊지 못하고 있던 도팽 루이 페르디낭은 마리아 요제파와의 첫날밤에 신방에 들어서면서 눈물을 쏟아 궁정 인사들을 경악케 하였는데, 이에도 불구하고 마리아 요제파는 당황하지 않고 남편을 위로하였다고 한다. 이후 두 부부의 관계는 호전되어 곧 13명의 자녀를 얻었다.
- 남편 루이 페르디낭과 아들 루이 16세와 마찬가지로 매우 독실한 성품이었다고 한다.

## 자녀
| 사진 | 이름               | 생일             | 사망                  | 기타                                            |
| ---- | ------------------ | ---------------- | --------------------- | ----------------------------------------------- |
|      | 사산된 아들        | 1748년 1월 30일  | 1748년 1월 30일       | 요절                                            |
|      | 사산된 아들        | 1749년 5월 10일  | 1749년 5월 10일       | 요절.                                           |
|      | 마리 제피린        | 1750년 8월 26일  | 1755년 9월 1일(5세)   | 요절                                            |
|      | 브르고뉴 공작 루이 | 1751년 9월 13일  | 1761년 3월 22일(9세)  | 요절                                            |
|      | 사산된 딸          | 1752년 3월 9일   | 1752년 3월 9일        | 요절.                                           |
|      | 자비에             | 1753년 9월 8일   | 1754년 1월 22일       | 요절                                            |
|      | 루이 16세          | 1754년 8월 23일  | 1793년 1월 21일(38세) | 프랑스 국왕. 프랑스 혁명에서 처형. 슬하 2남 2녀 |
|      | 루이 18세          | 1755년 11월 17일 | 1824년 9월 16일(68세) | 프랑스 국왕, 자녀 없음.                         |
|      | 사산된 아들        | 1756년           | 1756년                | 요절                                            |
|      | 샤를 10세          | 1757년 10월 9일  | 1836년 11월 6일(79세) | 프랑스 국왕, 슬하 2남 1녀.                      |
|      | 마리아 클로틸데    | 1759년 9월 23일  | 1802년 3월 7일(42세)  | 사르데냐 왕국 카를로 에마누엘레 4세와 결혼.     |
|      | 사산된 아들        | 1762년           | 1762년                | 요절                                            |
|      | 엘리자베트         | 1764년 5월 3일   | 1794년 5월 10일(30세) | 미혼. 프랑스 혁명기에 처형.                     |

## 참고 문헌
- Tarbé. Pierre Hardouin. (1767) Pompe funebre de l'inhumation de Madame la Dauphine faite a Sens
- Fraser, Antonia (2001). Marie Antoinette (1st ed.). New York: N.A. Talese/Doubleday.